# الخليفيين (الجياهنة)
الخليفيين هو دُوَّار يقع بجماعة السهول، عمالة سلا، جهة الرباط سلا القنيطرة في المملكة المغربية. ينتمي الدوّار لمشيخة الجياهنة التي تضم 10 دواوير. يقدر عدد سكانه بـ 1121 نسمة حسب الإحصاء الرسمي للسكان والسكنى لسنة 2004.

## روابط خارجية
- البوابة الوطنية للجماعات الترابية
- المندوبية السامية للتخطيط